# Philip Honywood
El general Sir Philip Honywood (de la Orden del Baño) (también escrito Honeywood ; 1677 - 17 de junio de 1752) fue un oficial del ejército británico.

## Biografía
Fue el segundo hijo de Charles Ludovic Honywood de Charing, Kent y Mary Clement. Sir Robert Honywood era su abuelo: Sir Robert se casó con Frances Vane, hija de Sir Henry Vane el Viejo.
Su padre murió cuando Philip tenía alrededor de diez años. Ingresó en el ejército como alférez en el regimiento de infantería de James Stanley el 12 de junio de 1694, y sirvió bajo el mando del rey Guillermo III en los Países Bajos. Fue ascendido a capitán de los Fusileros Reales el 1 de abril de 1696 y a capitán del recién creado regimiento del Conde de Huntingdon el 10 de marzo de 1702. Durante el reinado de la reina Ana de Gran Bretaña, compartió las fatigas y peligros de dos campañas en Brabante bajo el mando de John Churchill, primer duque de Marlborough, y luego pasó sus servicios a España. Fue recompensado por su excelente conducta con el grado de teniente coronel del regimiento, que pasó a ser el de George Wade (y más tarde el 33). El 27 de mayo de 1709 fue ascendido a coronel del 92.º Regimiento, que fue disuelto en 1712, y en 1710 obtuvo el rango de general de brigada.
Fue un gran defensor de la sucesión protestante, y de la formación de un nuevo ministerio que se pensaba que era favorable a los intereses del Pretendiente. Honywood, el teniente general Meredith y el mayor general Macartney fueron culpables de brindar en una cena pública en Flandes por la "Condenación y confusión del nuevo Ministerio y de aquellos que tuvieron algo que ver en la eliminación del anterior", y recibieron una notificación oficial de que la Reina ya no necesitaba sus servicios. Cuatro años después se produjo un cambio de monarca: los ministros que habían inducido a la Reina a privarlo de su cargo fueron acusados de alta traición y huyeron a Francia, y el general de brigada Honywood fue recompensado por su adhesión a la Casa de Hannover con el puesto de mozo de alcoba en la casa del nuevo rey Jorge I. También recibió el encargo el 22 de julio de 1715 de crear y organizar un cuerpo de caballería, que más tarde fue el 11.º de Húsares. Sirvió al frente de su regimiento durante la rebelión jacobita del conde de Mar, dirigió una brigada en Preston y fue herido en el asalto a una de las avenidas de la ciudad, en el transcurso del cual demostró un valor y juicio destacados.
En 1719, Honywood estuvo al mando de una brigada en la expedición contra España, al mando del teniente general Lord Cobham. Tomó las ciudades de Vigo y Pontevedra con ochocientos hombres, después de un asedio de la ciudadela en la primera que se rindió a los pocos días y una rápida incursión en la segunda, que no opuso prácticamente resistencia. Fue ascendido al rango de general de división en 1726, y en 1727 fue incluido en el estado mayor del ejército que se encontraba listo para embarcarse hacia Holanda. El 29 de mayo de 1732, después de comandar el 11.º Dragoons durante diecisiete años, fue trasladado al 3.º Dragón, y en 1735 fue ascendido al rango de teniente general.
En 1742 se envió una fuerza británica a Flandes al mando de Honywood, quien mantuvo el mando principal de las tropas hasta la llegada del conde de Stair. Al año siguiente fue ascendido al rango de general,y el 18 de abril de 1743 fue nombrado coronel de la Caballo del Rey, y más tarde de la 1.ª Guardia de Dragones. En la batalla de Dettingen, una división del ejército estuvo al mando de Honywood, y dirigió a la guardia a caballo real y a la caballería del rey en la carga con gran valentía. Sirvió en las campañas posteriores en el Continente con distinción y con la aprobación de su Soberano, quien le otorgó la dignidad de Caballero de la Orden del Baño. Murió en 1752 y fue enterrado con honores militares en Portsmouth, lugar del que era gobernador en el momento de su fallecimiento.